# Jiutepec
Jiutepec là một đô thị thuộc bang Morelos, México. Năm 2005, dân số của đô thị này là 181317 người.